# Robert Laurell
Robert Laurentius Laurell, född i Sala 28 maj 1882, död 28 augusti 1932 i Umeå, var en svensk arkitekt. 
Laurell gick i unga år till sjöss och seglade jorden runt innan han återvände till Sverige som 20-åring. Han genomgick byggnadsyrkesskolan vid Tekniska skolan i Stockholm med examen 1908, och vidare studier vid Kungliga tekniska högskolan. Parallellt praktiserade han på arkitektkontor i staden.
Han deltog i flera arkitekttävlingar och belönades med inköp i Slöjdföreningens pristävlan 1909, andra pris i tävlingen kring Skeppsholmens bebyggande 1915 och andra pris i Aeronautiska sällskapets hangartävling 1919..
Han var kontrollant vid Stockholms enskild banks nybyggnad i Stockholm 1914-1919 och därefter arbetschef vid Svenska Handelsbankens nybyggnad i Östersund. 
1923 utsågs han till byggnadsstyrelsens kontrollant vid Folkskoleseminariet i Umeå, och från denna tid verkade han från Västerbotten och övre Norrland.

## Verk i urval
- Missionskyrka, Norrtälje (1914)
- Villa, Knut Wallenbergs väg 2, Tattby (1914)[4]
- Transformatorstation vid Umeå träsliperi
- VK-huset (1930)
- Ombyggnadsarbeten vid Skellefteå lasarett (1930)[5]

## Bilder

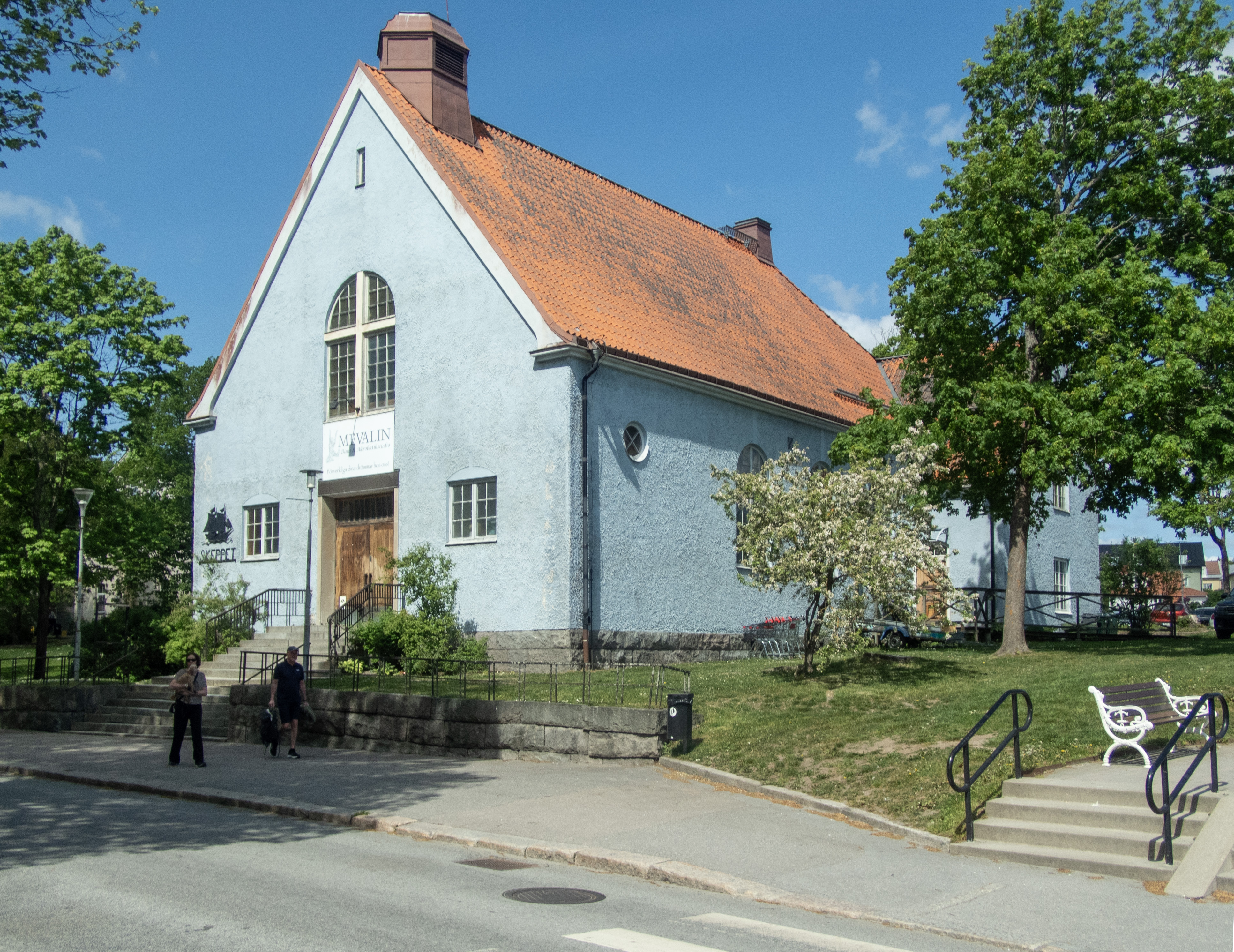
F.d. Missionskyrkan i Norrtälje
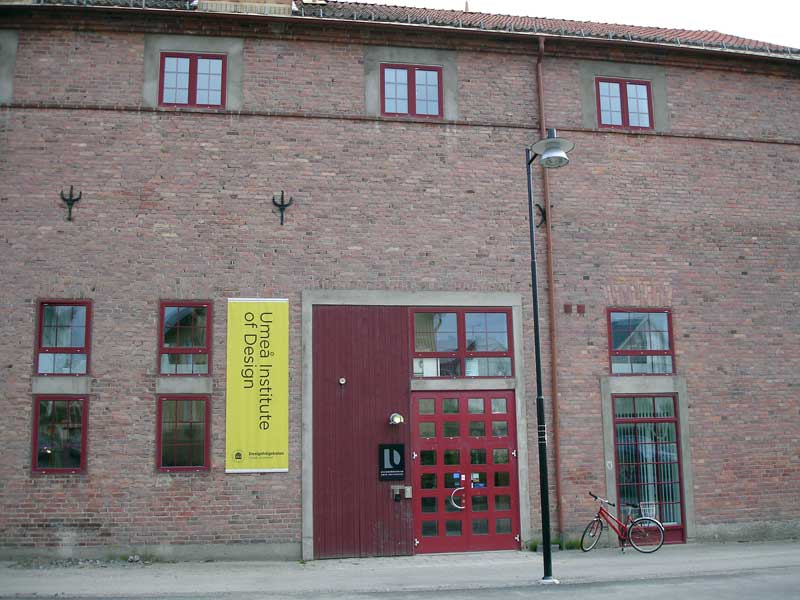
Transformatorstation, Umeå
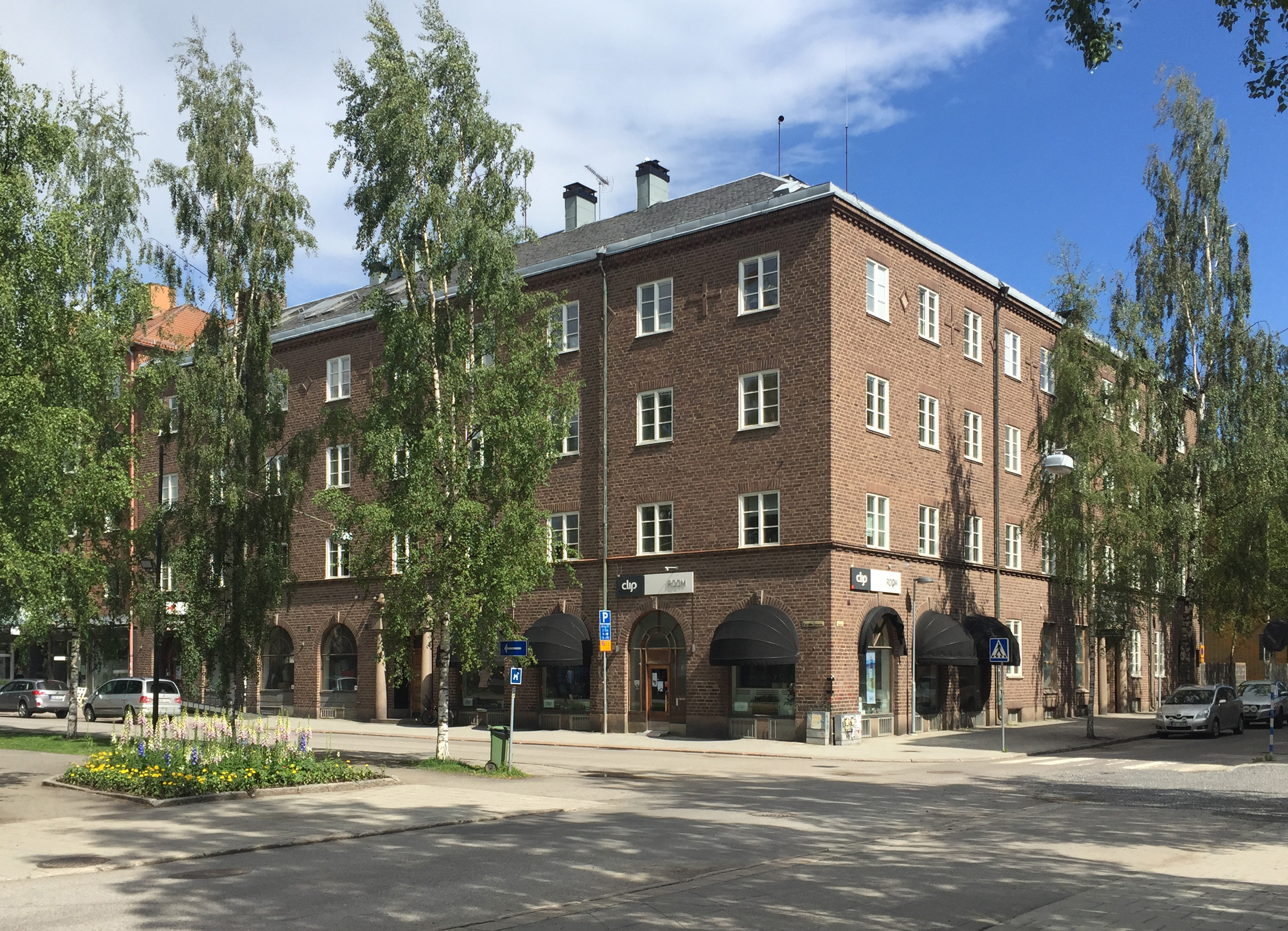
VK-huset, Umeå